# Madres de Plaza de Mayo Línea Fundadora
Las Madres de Plaza de Mayo Línea Fundadora conforman una ONG (organización no gubernamental) de defensa de los derechos humanos. La integran madres reunidas en la búsqueda del paradero de sus hijos por la desaparición  forzada a manos del Estado argentino, durante la última dictadura militar en Argentina (1976-1983). Se define a partir de una estructura organizativa horizontal, cuyo principal objetivo es mantener los principios fundadores de la organización.

## Historia

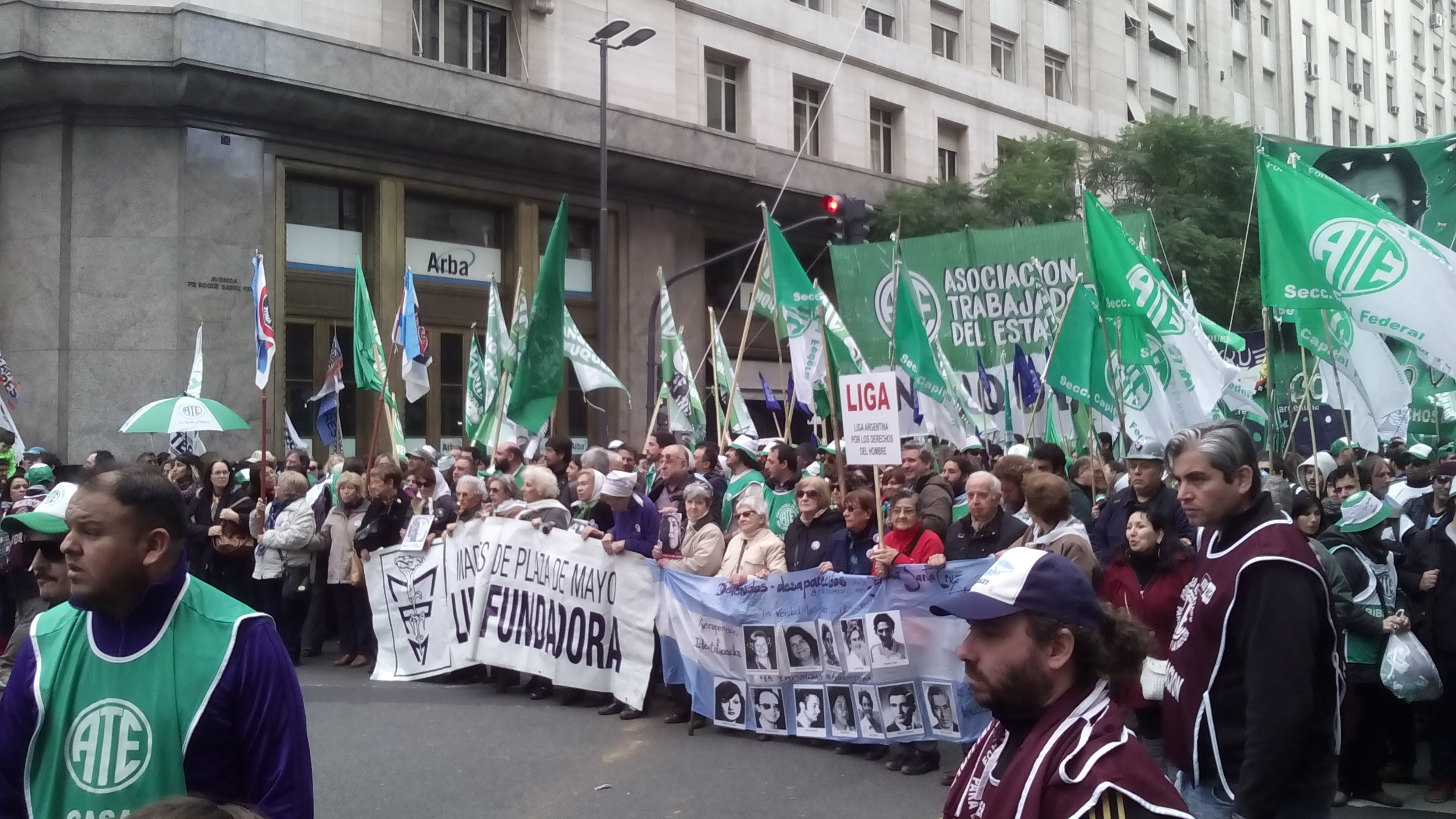
Las Madres manifestándose en la Marcha Federal de 2016.

La fecha fundacional de Madres de Plaza de Mayo es el 30 de abril de 1977, cuando Azucena Villaflor de De Vincenti y otras mujeres empezaron a denunciar públicamente en la Plaza de Mayo la desaparición forzada de sus hijas e hijos por parte del terrorismo de Estado. Ese grupo inicial se encontraba conformado por catorce mujeres.
A partir de 1984 comenzaron a hacerse notorias las diferencias en el seno de la Asociación Madres de Plaza de Mayo. Aquellas se profundizaron en 1985 cuando se presentó la oportunidad de testimoniar ante la Comisión Nacional sobre la Desaparición de Personas, hasta que finalmente en 1986 se produjo la división de la Asociación Madres de Plaza de Mayo, conformándose la Asociación Madres de Plaza de Mayo Línea Fundadora.
Línea Fundadora surgió en enero de 1986. El nombre «Fundadora» se debe a que conforman su núcleo líderes y madres históricas, cuyas firmas aparecen en el acta de nacimiento de la asociación, aunque este hecho no niega que la mayoría de las madres de la Asociación de Madres de Plaza de Mayo también han sido fundadoras. Las diferencias de la separación fueron políticas y de procedimientos para la búsqueda de la verdad y la justicia.

Las Madres de Plaza de Mayo Línea Fundadora nos conformamos de manera horizontal, con igualdad de responsabilidad y actuamos con similar responsabilidad. La lucha de las Madres de Plaza de Mayo Línea Fundadora, si bien es de alguna manera política, no es partidista y se asienta en un criterio amplio de respeto hacia todas las ideologías y credos religiosos.
Carta de las Madres de Plaza de Mayo Línea Fundadora

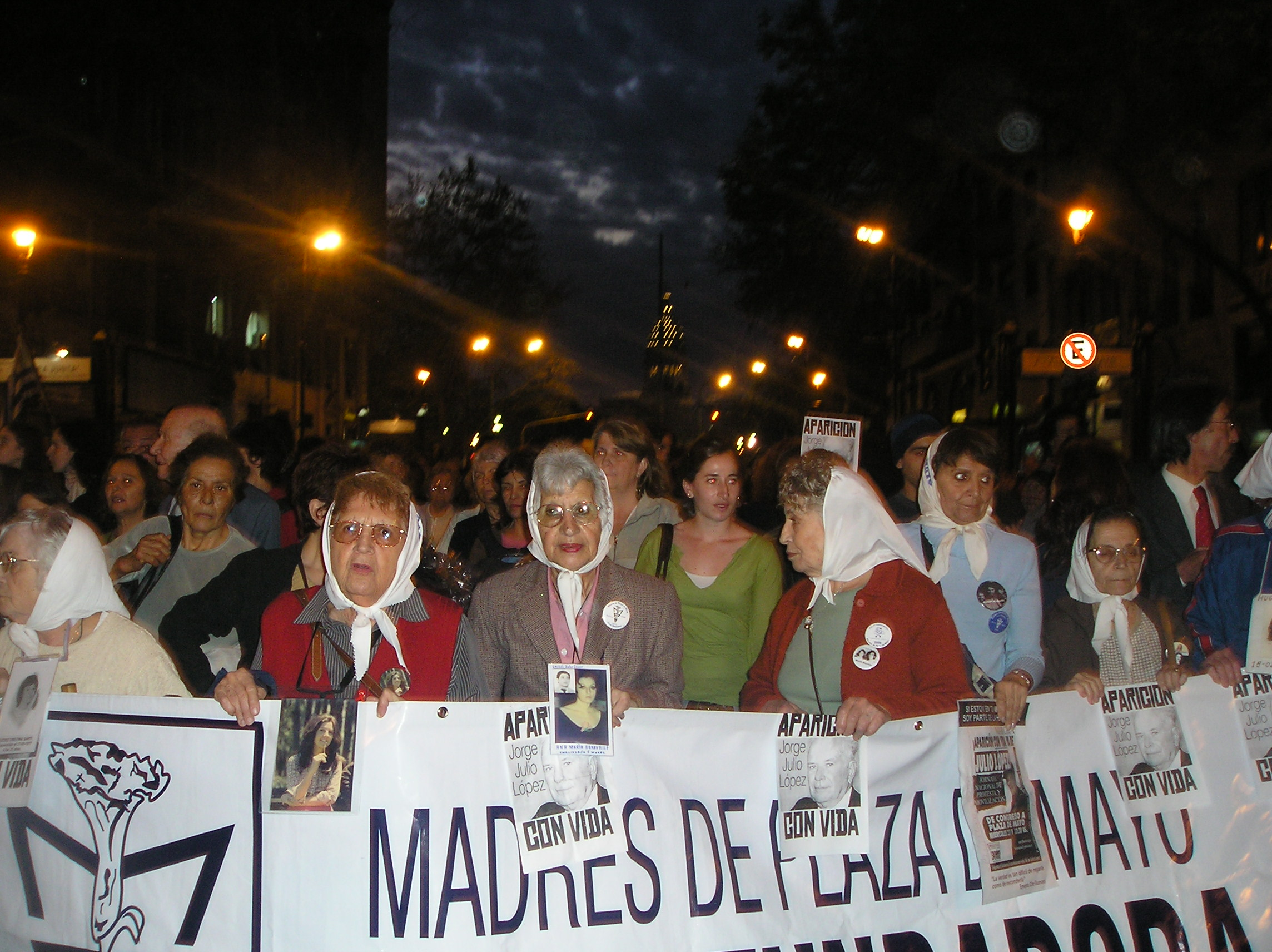
Madres de Plaza de Mayo Línea Fundadora en una marcha por los Derechos Humanos (octubre de 2006).

La discusión de opinión giraba en torno a la conducción. Las madres de la Línea Fundadora sostenían una postura crítica hacia la conducción de Hebe de Bonafini, presidenta de la asociación, de la que afirmaban carecía de democracia interna. Estas madres venían impugnando el modo de convocar a las elecciones internas, entre otras medidas.
La discusión ideológica, entre muchos otros temas, giraba en torno a la política de derechos humanos del reciente gobierno democrático: si concurrir o no a testimoniar frente a la CONADEP, si exhumar o no los restos de personas NN que pudieran ser eventuales desaparecidos y si aceptar o no la reparación monetaria que ofrecía el Gobierno.
Las madres de la Asociación Madres de Plaza de Mayo se oponían a prestar testimonio frente a la CONADEP, no aceptaban la reparación histórica monetaria establecida por la Ley 24.411 y rechazaban la Ley 24.321 que creaba la figura del detenido-desaparecido, ya que no reconocían la muerte de los detenidos-desaparecidos. Esto se debía a complejas razones, entre ellas a la política de reclamar la «aparición con vida», lo que implicaba renunciar a recobrar los cuerpos o darles sepultura.
Las integrantes de la Asociación Madres de Plaza de Mayo Línea Fundadora aceptaron y aceptan lo que consideran medidas gubernamentales que avanzan, en alguna medida, hacia una reparación para con sus hijos detenidos desaparecidos. En esa línea, estas madres y sus familiares han estado dispuestas a testimoniar frente a la CONADEP, han aceptado la figura legal del detenido desaparecido, las exhumaciones de cadáveres NN para darles digna sepultura, y las reparaciones establecidas por la Ley 24.411. La Asociación Madres de Plaza de Mayo acusaba a estas madres de apoyar al presidente Alfonsín.

### Integrantes
Entre las integrantes de Madres de Plaza de Mayo Línea Fundadora -algunas de ellas ya fallecidas- están Marta Ocampo de Vázquez, María Adela Gard de Antokoletz, María Adela Carmen Aguiar de Lapacó, Mirta Acuña de Baravalle, Taty Almeida, María Esther Biscayart de Tello, Laura Bonaparte de Bruschtein, Gladys Castro de Lepíscopo, Adelina Dematti de Alaye, Elia Espen, Josefina García de Nota, Haydee García Gastelú, Enriqueta Maroni, Carmen Loréfice, Nora Morales de Cortiñas, Angélica «Chela» Sosa de Mignone, Renée Stopolsky de Epelbaum, Vera Vigevani de Jarach, Nair Amuedo, Aurora Bellochio, Aída Bogo de Sarti, lda Casadío de Kowal, Adelaida «Pirucha» Carloni de Campopiano, Marina de Curia, Mina Feuer de Binstok, Alicia de Ferrari, Élida Galetti, Ilda Iburrusteta de Micucci, Adelina Lara Molina, Carmen Lareu, Beatriz Lewin de Dyszel, Lidia Minervini, Aurora Morea, Margarita Peralta de Gropper, Agustina Paz, Carmen Rodino de Cobo, Lola Rubino, Graciela Sierra de Colombo, Marta Slavkin, Perla Wasserman, Clara de Weinstein y muchas más.

## Colaboraciones internacionales

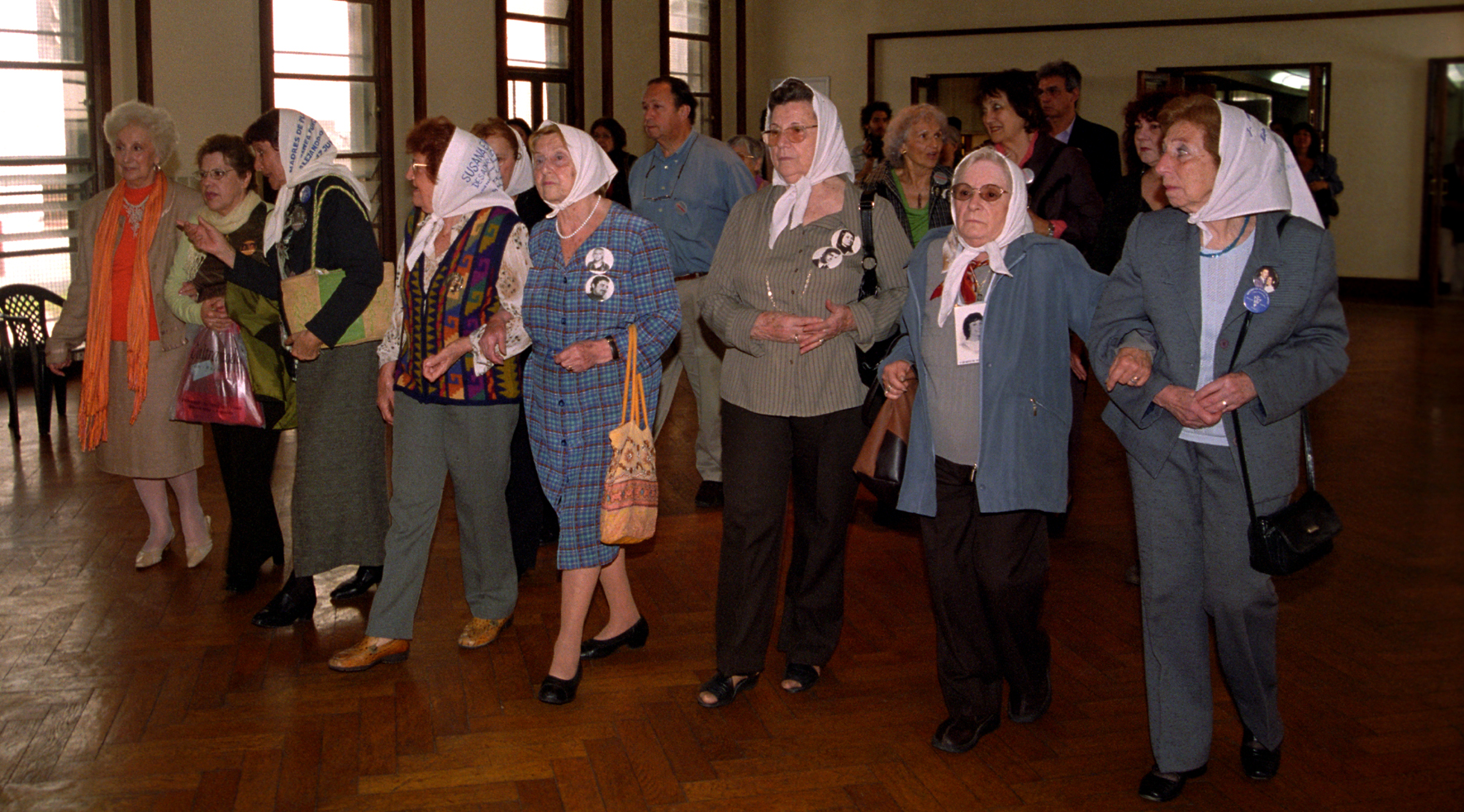
Madres y Abuelas entrando en el acto de recuperación del campo de concentración de la ESMA (Escuela de Mecánica de la Armada).

Integra la Federación Latinoamericana de Asociaciones de Familiares de Detenidos Desaparecidos de América Latina (FEDEFAM). A lo largo de los años, ha mantenido relaciones de trabajo con entidades internacionales de defensa de los Derechos Humanos: Amnistía Internacional, Americas Watch, Comité Internacional de la Cruz Roja, Consejo Mundial de Iglesias, Fundación Mitterrand, SAAM (organización neerlandesa de solidaridad con Madres de Plaza de Mayo), Coordinadora de Derechos Humanos de París y Grupo ACIP- ASADO de Grenoble (Francia), entre otras. A su vez, forman parte de la Comisión Directiva de Memoria Abierta, del Consejo de Gestión del Parque de la Memoria, del Directorio de Espacio Memoria (Ex-Esma).

Las Madres han intervenido en la Comisión de Derechos Humanos de la ONU (Organización de las Naciones Unidas), en la OEA (Organización de Estados Americanos), el Parlamento Europeo y la Comisión Interamericana de Derechos Humanos, entre otras organizaciones intergubernamentales.

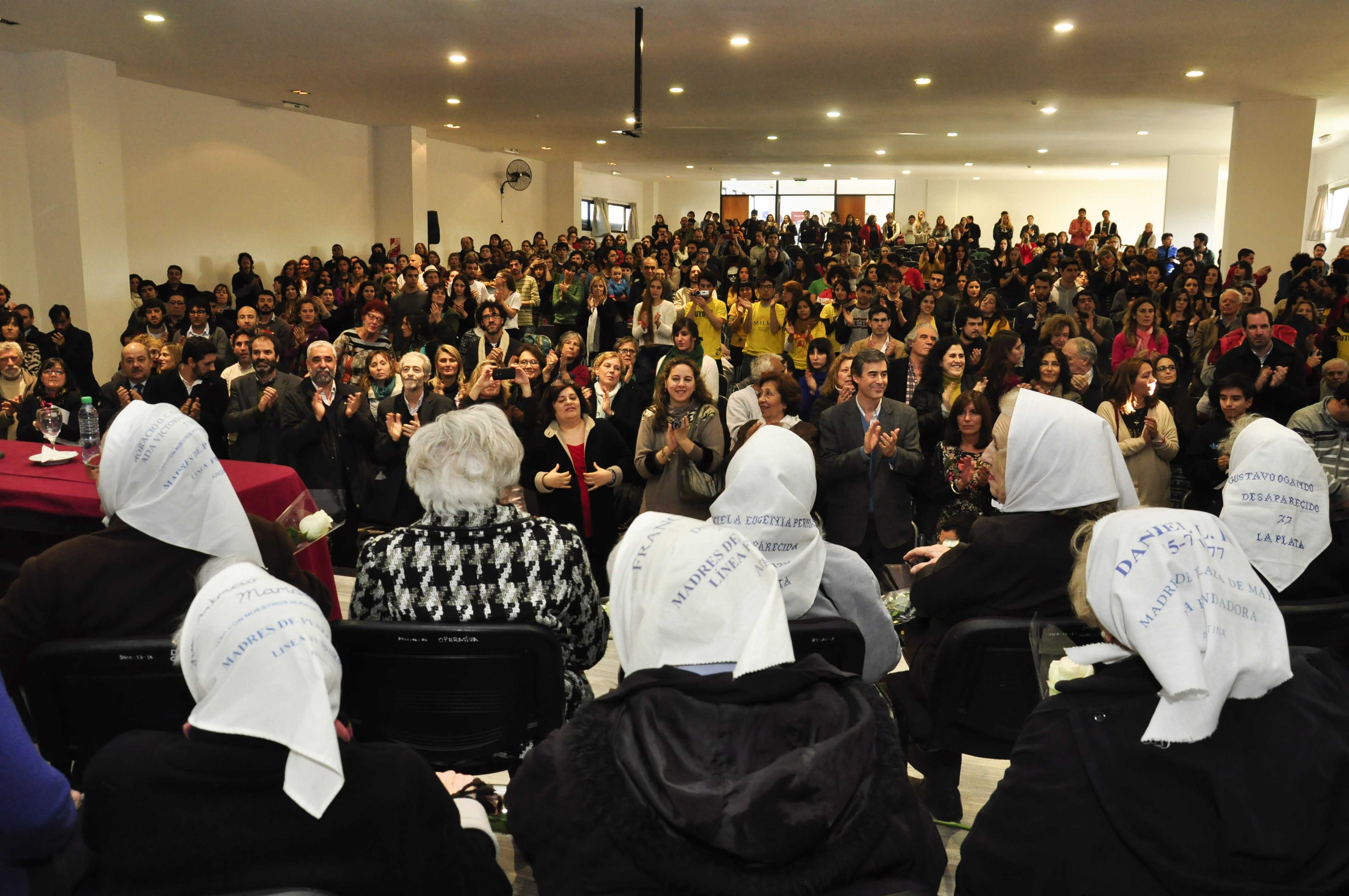
Acto de entrega del título Doctor Honoris Causa a Madres de Plaza de Mayo Línea Fundadora. Septiembre de 2015.

## Premios
- 2015: Premio honoris causa de la Universidad Nacional de La Plata por su activa militancia política y sus posicionamientos públicos desde 1977 a la fecha, considerados una referencia ejemplar para todos los luchadores sociales frente a las violaciones de derechos perpetradas en el pasado y en el presente; así como su compromiso permanente con los reclamos y reivindicaciones de los excombatientes de Malvinas.

## Galería
El pañuelo blanco de las Madres de Plaza de Mayo y las rondas alrededor de su Pirámide son símbolos de resistencia y demanda de justicia para las víctimas del terrorismo de Estado. Las rondas que desde el inicio mismo de la dictadura se realizan cada jueves por más de 48 años sostienen su lucha por la memoria, la verdad y la justicia. 

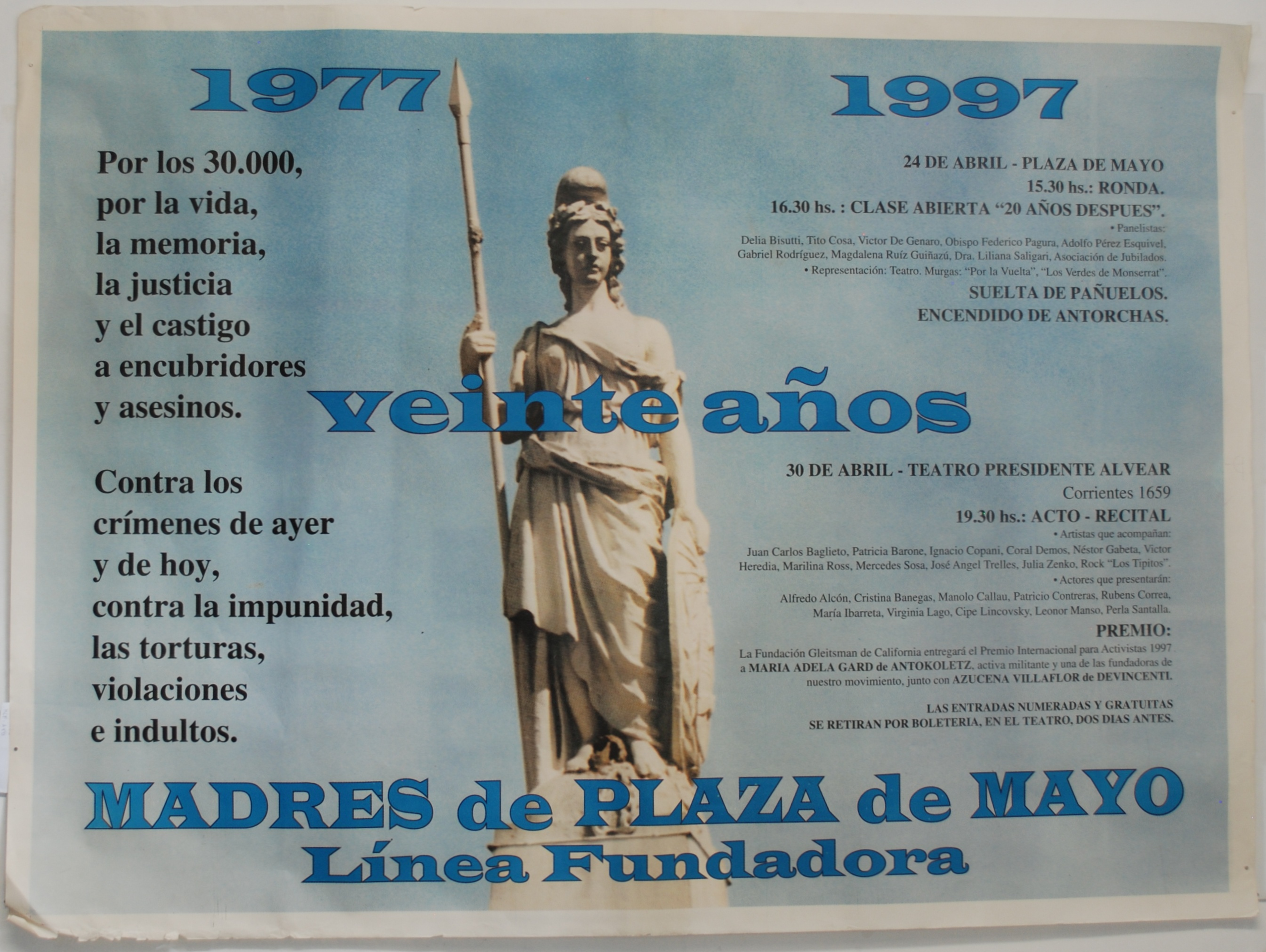
20 años Madres de Plaza de Mayo Línea Fundadora
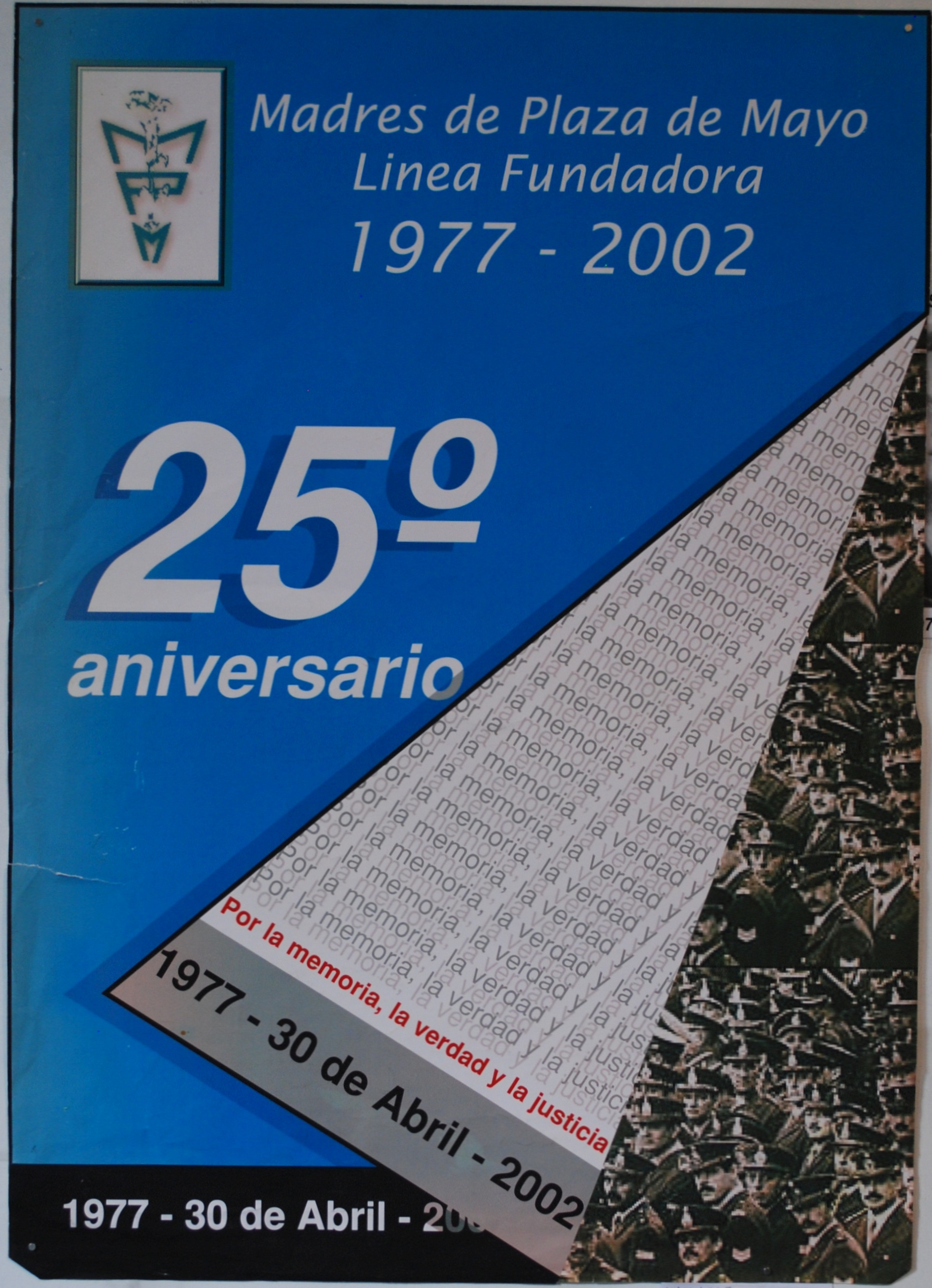
25º Aniversario Madres de Plaza de Mayo Línea Fundadora - 1977 - 30 de abril - 2002
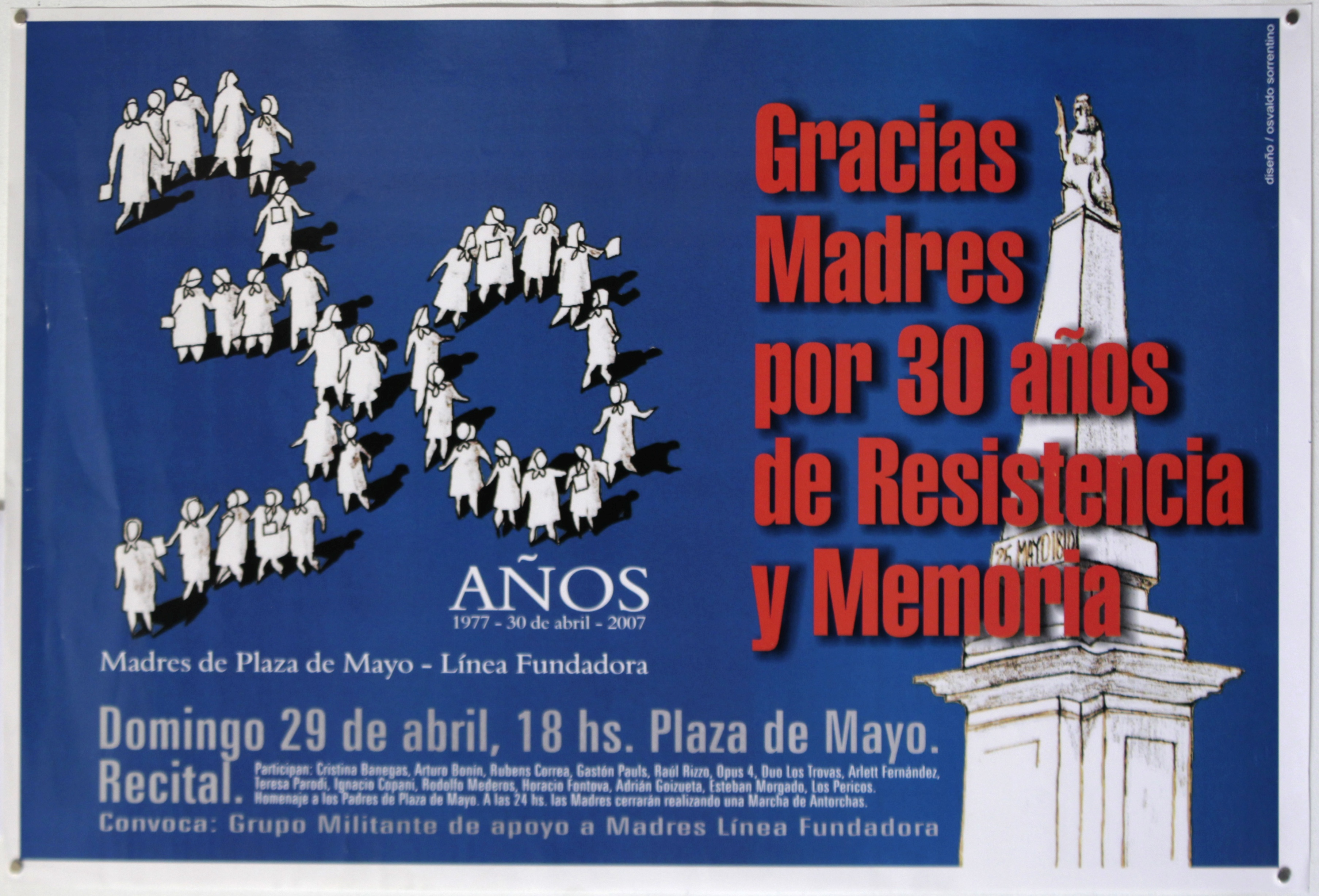
Afiche - 30 años. 1977 - 30 de abril - 2007 Gracias Madres por 30 años de resistencia y memoria
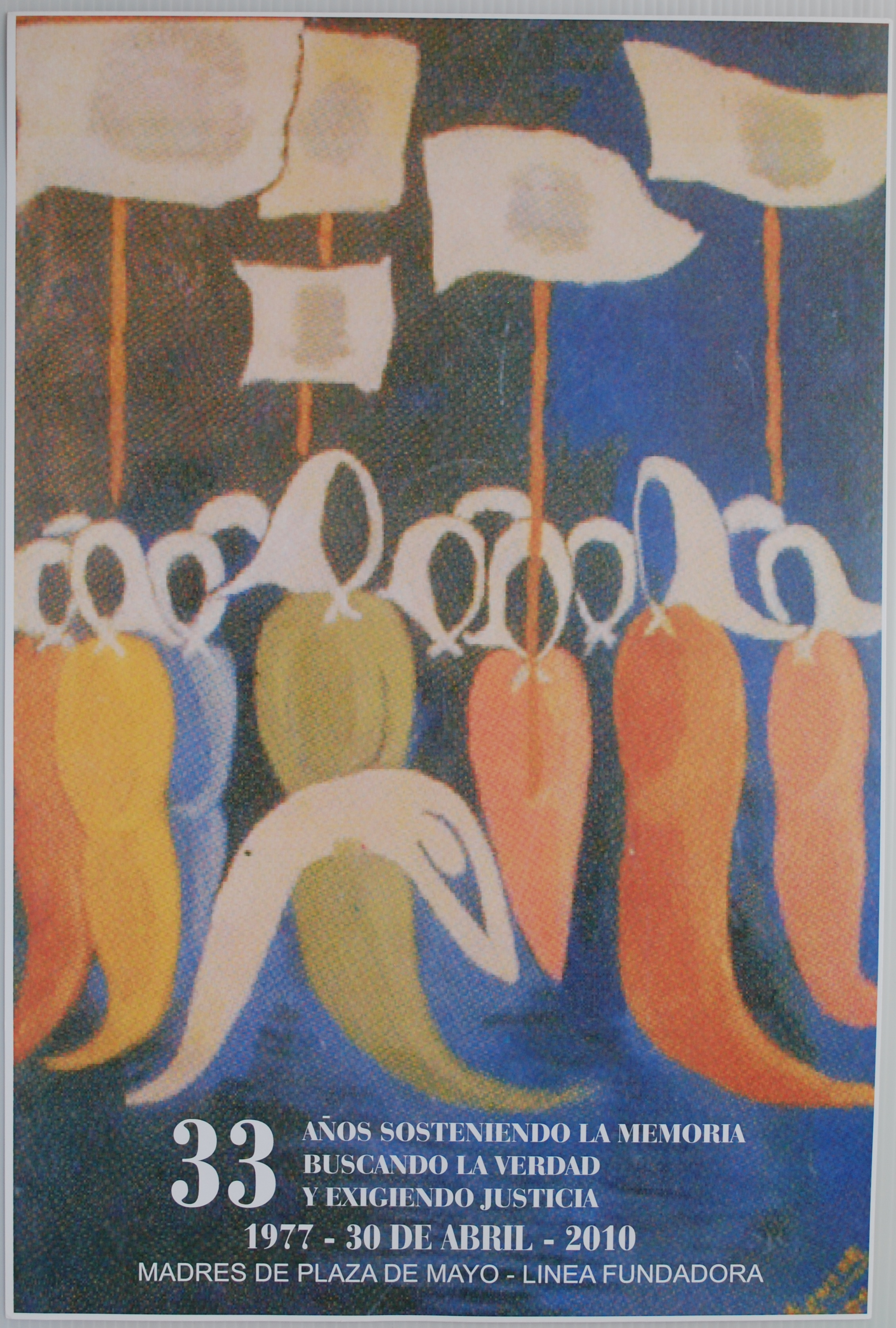
Afiche - 33 años Sosteniendo la Memoria, Buscando la Verdad y Exigiendo Justicia. Madres de Plaza de mayo Línea Fundadora - 1977- 30 de abril - 2010
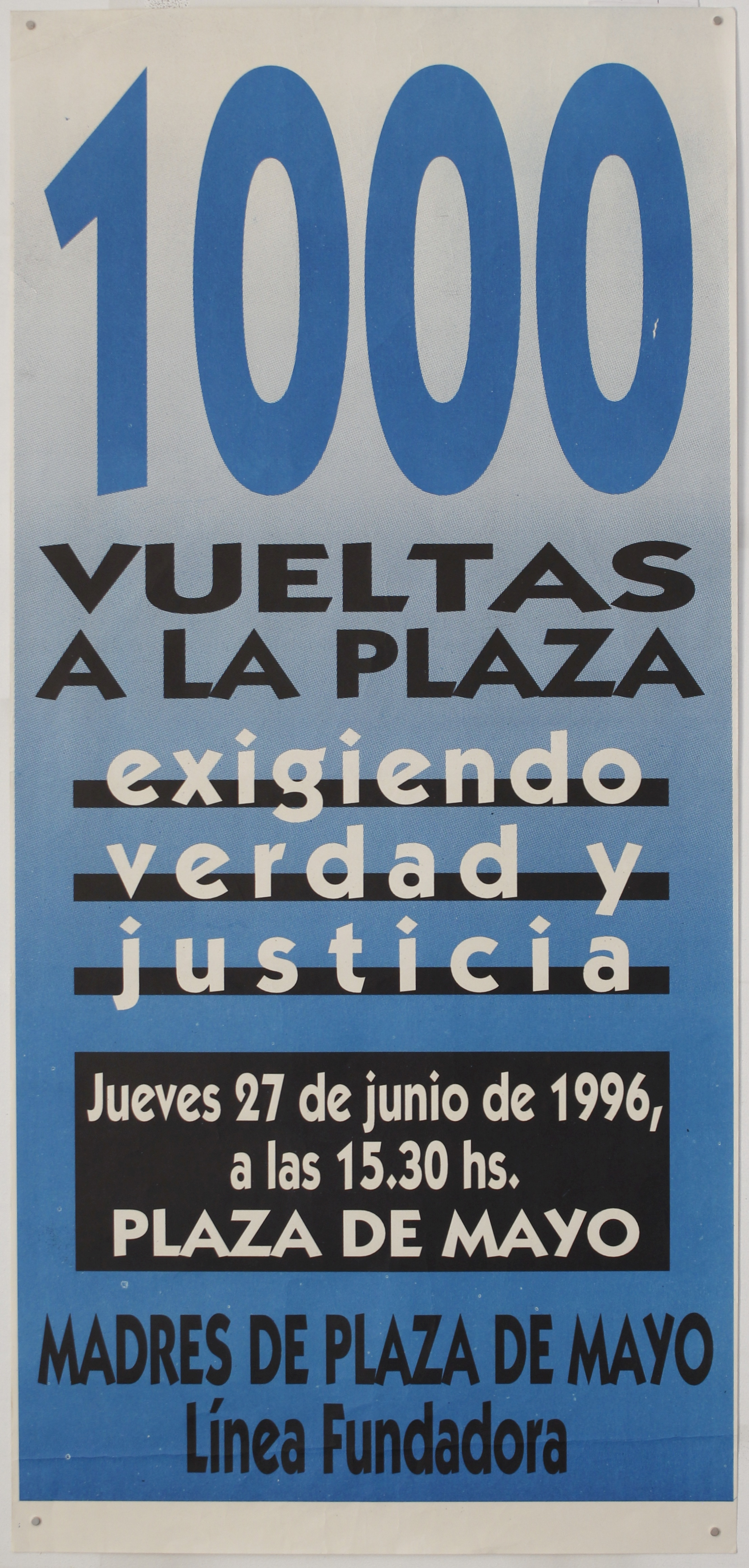
Afiche - 1000 Vueltas a la Plaza exigiendo Verdad y Justicia MPMLF